# Lindsaea eberhardtii
Lindsaea eberhardtii är en ormbunkeart som först beskrevs av Christ, och fick sitt nu gällande namn av Kramer. Lindsaea eberhardtii ingår i släktet Lindsaea och familjen Lindsaeaceae. Inga underarter finns listade.